# Guadalajara-Yebes
Guadalajara-Yebes – stacja kolejowa znajdująca się pomiędzy Guadalajarą a Yebes, koło Ciudad Valdeluz, w regionie Kastylia-La Mancha, w Hiszpanii. Stacja położona jest na linii dużej prędkości Madryt – Barcelona i Madryt – Huesca.

## Połączenia
Liczba pociągów, które przejeżdżają przez stację bez zatrzymywania się jest znacznie większa niż, pociągów zatrzymujących się ponieważ pociągi AVE zatrzymują się na stacji w Calatayud.
Stacja jest wykorzystywana bardziej przez lokalne pociągi Madryt – Guadalajara.